# Frédéric-Gonthier de Schwarzbourg-Rudolstadt
Frédéric-Gonthier, prince de Schwarzbourg-Rudolstadt (6 novembre 1793 – 28 juin 1867) est un prince souverain de Schwarzbourg-Rudolstadt.

## Biographie
Il est né à Rudolstadt le second fils du prince régnant de Schwarzbourg-Rudolstadt, Louis-Frédéric II de Schwarzbourg-Rudolstadt et de son épouse, Caroline de Hesse-Hombourg (1771-1854). Son grand-père, Frédéric-Charles de Schwarzbourg-Rudolstadt est mort sept mois avant sa naissance, et donc, il est né comme héritier présomptif et prince héréditaire. Son père est mort le 28 avril 1807 quand il a quatorze ans. Sa mère devient régente jusqu'à qu'il ait 21 ans, le 6 novembre 1814. Il prend alors le contrôle de la principauté.
Son règne couvrant soixante années a vu la création d'une assemblée qu'il met en place en 1816, pendant les premières années de son règne. Lorsqu'il monte sur le trône en 1807, Schwarzbourg-Rudolstadt est membre de la confédération du Rhin , qui est dissoute en 1813. Le traité de Paris du 30 mai 1814 déclarant l'indépendance de l'ancienne confédération des États permet au prince Frédéric-Gonthier de devenir le souverain d'une principauté indépendante. En 1815, la Confédération germanique est créée et Schwarzbourg-Rudolstadt, avec d'autres souverains allemands, choisit de la rejoindre. Les dernières années de son règne, voit la guerre austro-prussienne de 1866, où Frédéric-Gonthier conserve Schwarzbourg-Rudolstadt neutre. À la suite de la conclusion de la guerre, confédération de l'Allemagne du Nord est créée.
Après son décès au château de Heidecksburg, il est remplacé comme prince par son frère Albert de Schwarzbourg-Rudolstadt car tous ses fils nés de sa première épouse l'avait précédé dans la mort. Le fils né de sa seconde épouse du prince Sizzo de Schwarzbourg est né d'un mariage morganatique.

## Mariages et enfants
Le prince Frédéric-Gonthier s'est marié trois fois:
Sa première épouse est la princesse Amélie-Auguste d'Anhalt-Dessau (1793-1854) avec qui il s'est marié le 15 avril 1816 à Dessau. Ils ont eu trois enfants :
- Frédéric-Gonthier (1818-1821)
- Gonthier (1821-1845)
- Gustave (1828-1837).

Il s'est remarié avec la comtesse Hélène de Reina (1835-1860) le 7 août 1855 à Dresde. Elle est une fille de prince Georges-Bernard d'Anhalt-Dessau, de son deuxième mariage morganatique, mais elle est adoptée par son oncle paternel Guillaume, le 1er avril 1855 et prend le titre de "princesse d'Anhalt" Toutefois, ce mariage est considéré comme morganatique sous la loi de la maison de Schwarzbourg, et leurs enfants sont créés prince et princesse de Leutenberg.
- La princesse Hélène (1860-1937)
- Prince Sizzo (1860-1926).

Sa troisième femme est Marie Schultze (1840-1909) qu'il épouse à Schwarzbourg le 24 septembre 1861. Marie Helene Lydia Anna Schultze est la fille du Dr. Schultze, médecin de l'arrondissement d'Insterbourg, puis du district royal de Gumbinnen en Prusse orientale. Ce mariage est également morganatique, il crée le titre de comtesse de Brockenbourg pour sa femme. Le mariage est sans enfant.
En plus avec sa descendance légitime, de sa relation avec Frédérique Thorwart (13 mars 1820 – 18 juillet 1884), il a trois filles, qui ont toutes été légalement admises comme descendantes de Frédéric Macheleidt (le mari de Thorwart depuis 1847) :
- Marie (Francfort, le 12 avril 1843)
- Emma (Neuhaus Cobourg, le 12 décembre 1846), marié en 1884
- Hélène (Rudolstadt, 7 novembre 1848).